# Bīd Khowr
Bīd Khowr (persiska: بید خور, Bīd Khor) är en ort i Iran.   Den ligger i provinsen Khorasan, i den nordöstra delen av landet, 500 km öster om huvudstaden Teheran. Bīd Khowr ligger 1 357 meter över havet och antalet invånare är 316.
Terrängen runt Bīd Khowr är platt åt nordost, men åt sydväst är den kuperad.Runt Bīd Khowr är det ganska glesbefolkat, med 29 invånare per kvadratkilometer. Närmaste större samhälle är Korūzhadeh, 20,0 km norr om Bīd Khowr. Trakten runt Bīd Khowr består i huvudsak av gräsmarker.